# Брајанс Роуд (Мериленд)
Брајанс Роуд (енгл. Bryans Road) насељено је место без административног статуса у америчкој савезној држави Мериленд.

## Демографија
По попису из 2010. године број становника је 7.244, што је 2.332 (47,5%) становника више него 2000. године.
| Група             | 2000.         | 2010.         |
| Белци             | 2.509 (51,1%) | 2.361 (32,6%) |
| Афроамериканци    | 2.083 (42,4%) | 4.123 (56,9%) |
| Азијати           | 70 (1,4%)     | 218 (3,0%)    |
| Хиспаноамериканци | 115 (2,3%)    | 278 (3,8%)    |
| Укупно            | 4.912         | 7.244         |